# Hochholz (Griesstätt)
Hochholz ist eine zur Gemeinde Griesstätt gehörende Ortschaft im oberbayerischen Landkreis Rosenheim.

## Lage
Hochholz liegt östlich des Inn und nördlich der Murn rund 17 km nördlich von Rosenheim, 10 km südlich von Wasserburg am Inn, 24 km nordwestlich von Prien am Chiemsee und 28 km östlich von Ebersberg.

## Geschichte
Der Name Hochholz leitet sich von Holz = Wald ab. Der Ort liegt unweit der Murn und ist heute noch teilweise von Wald umgeben. Der alte Name ist Hochwurza.
Das früheste Zeugnis einer Besiedelung oder eines Betretens geht in die mittlere Jungsteinzeit zurück. Im Jahre 1972 fand Fritz Heinzmann aus Hochholz einen schuhleistenkeilartigen Lochkeil.
1459 wurde Hochholtz erstmals erwähnt.
Am 1. Juni 1573 wurde die Hofmark Warnbach verkauft, dabei auch das Hochholtz und das Purgholtz zu Holtzhausen.
1760 standen in Hochholz 2 Anwesen, je 1/32 Häusl, und diese waren Obereigentum der Hofmark Griesstätt.
Die heutige Gemeinde Griesstätt gliederte sich 1857 in drei Steuerdistrikte: Griesstätt, Holzhausen und Kolbing. Hochholz gehörte damals zum Steuerdistrikt Kolbing wie auch Kolbing, Bergham, Goßmaning, Grundbichel, Haid, Kornau, Schmiding, Viehhausen, Weichselbaum, Weitmoos und Wörlham.